# ATP (Beförderungsabkommen)
Das Beförderungsabkommen ATP (französisch Accord relatif aux transports internationaux de denrées périssables et aux engins spéciaux à utiliser pour ces transports, dt. Übereinkommen über internationale Beförderungen leichtverderblicher Lebensmittel und über die besonderen Beförderungsmittel, die für diese Beförderungen zu verwenden sind) wurde 1970 unter Federführung der UNECE zwischen verschiedenen europäischen Staaten geschlossen und regelt die Transportbedingungen, unter denen temperaturgeführte (gekühlte oder gefrorene) Lebensmittel im internationalen Güterverkehr zu transportieren sind.

## ATP-Klassifizierungen
Im ATP Übereinkommen sind Beförderungsmittel entsprechend ihrer Eignung und Ausrüstung eingeteilt. Die Unterscheidung wird durch eine Buchstabenfolge angezeigt und gilt bei Neufahrzeugen für 6 Jahre; anschließend muss eine Nachprüfung zum Erhalt des Zertifikats bei einer zugelassenen Werkstatt erfolgen. Die Bedeutung der Buchstaben sind hierbei wie folgt:

### 1. Buchstabe - Nennung der Art der Kühl- und Heizungseinrichtung
C Beförderungseinheit mit eingebauter Heizanlage
F Beförderungseinheit mit eingebauter Kältemaschine
R Beförderungseinheit mit eingebautem Kältespeicher
B Beförderungseinheit mit eingebaute Kältemaschine und Heizanlage

### 2. Buchstabe - Nennung der Qualität der Wärmedämmung
N Beförderungsmittel mit normaler Wärmedämmung mittlerer k-Wert > 0,4 ≤ 0,7 W/m2K
R Beförderungsmittel mit verstärkter Wärmedämmung mittlerer k-Wert ≤ 0,4 W/m2K

### 3. Buchstabe - Nennung des Temperaturbereichs des Beförderungsmittels bei einer Außentemperatur von + 30 °C
A Temperaturklasse zwischen + 12 °C und ± 0 °C, mittlerer k-Wert ≤ 0,7 W/m2K
B Temperaturklasse zwischen + 12 °C und - 10 °C, mittlerer k-Wert ≤ 0,4 W/m2K
C Temperaturklasse zwischen + 12 °C und - 20 °C, mittlerer k-Wert ≤ 0,4 W/m2K

### 4. Buchstabe - Nennung von Besonderheiten
Die Buchstabenfolge ist um den Buchstaben X zu ergänzen, sofern
1. der Kältemittelverdichter vom Fahrzeugmotor angetrieben wird,
2. die Kältemaschine selbst oder ein Teil davon abnehmbar ist.